# Matutinus apollo
Matutinus apollo är en insektsart som beskrevs av Ronald Gordon Fennah 1972. Matutinus apollo ingår i släktet Matutinus och familjen sporrstritar. Inga underarter finns listade i Catalogue of Life.